# Nullifikationsdoktrin

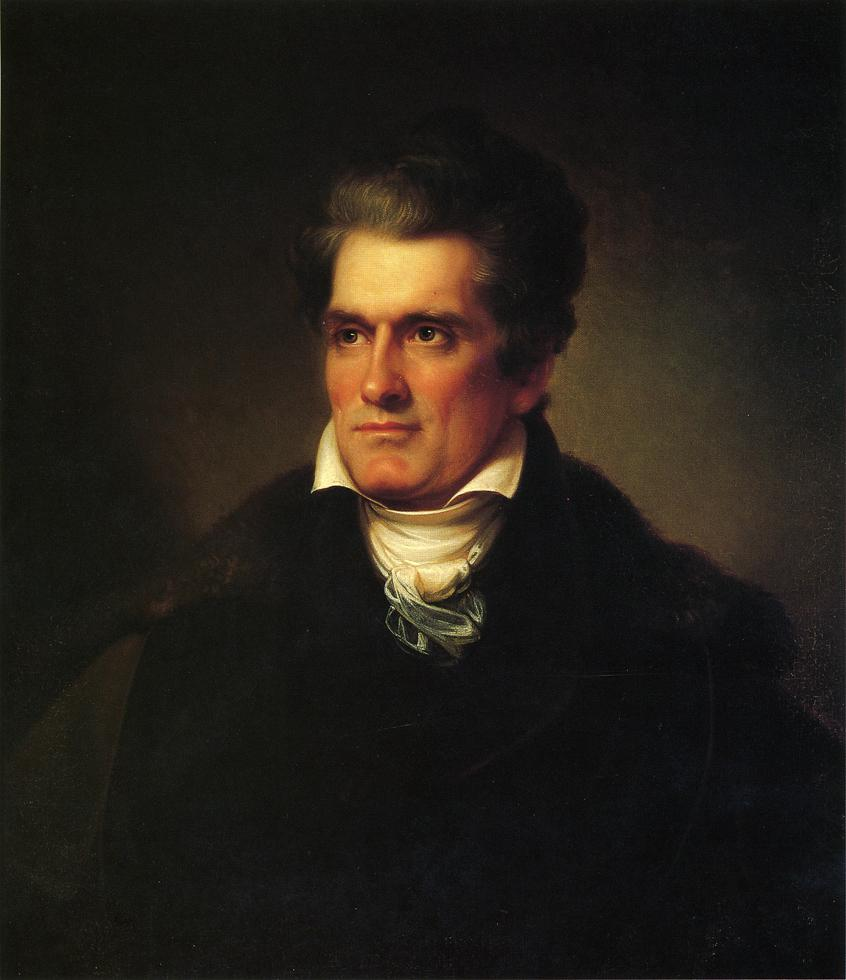
John C. Calhoun (Rembrandt Peale, 1834)

John C. Calhoun formulierte die Nullifikationsdoktrin im Interesse der Südstaaten, die besagte, dass Einzelstaaten das Recht hätten, Bundesgesetze, die ihnen schädlich seien, nicht umzusetzen. Diese unter dem Titel Exposition and Protest von Calhoun im Jahr 1828 anonym veröffentlichte Schrift formulierte neben der Nullifikationstheorie einen scharfen Angriff auf die Zollgesetzgebung des Bundes.
In der Krise von 1832, bei der es um die Bundeszollgesetze von 1828 und 1832 ging, wurden sogar Bundestruppen in South Carolina eingesetzt, als es erstmals mit Sezession gedroht hatte. In dieser Krise handelte Calhoun als Wortführer der südstaatlichen Pflanzeraristokratie und bei der Sezession von 1861 berief man sich nicht  zuletzt auf ihn. Im Zuge der so genannten Nullifikationskrise von 1832 erklärte Calhoun, der 7. Vizepräsident der Vereinigten Staaten als erster Vizepräsident vorzeitig seinen Rücktritt.